# Saint-Simeux
Saint-Simeux är en kommun i departementet Charente i regionen Nouvelle-Aquitaine i västra Frankrike. Kommunen ligger  i kantonen Châteauneuf-sur-Charente som ligger i arrondissementet Cognac. År 2018 hade Saint-Simeux 577 invånare.

## Befolkningsutveckling
Antalet invånare i kommunen Saint-Simeux
Referens:INSEE